# Костёнково (Кемеровская область)
Костёнково — село в Новокузнецком районе Кемеровской области. Входит в состав Загорского сельского поселения.

## География
Село расположено на берегу реки Чумыш. Центральная часть населённого пункта расположена на высоте 292 метров над уровнем моря. Соединено автомобильной дорогой с Новокузнецком.
Неподалёку расположена особо охраняемая природная территория Костёнковские скалы .

## Население
По данным Всероссийской переписи населения 2010 года, в селе Костёнково проживает 1688 человек (822 мужчины, 866 женщин).

## История
Село основано в начале 18 века. Названо по фамилии основателя Костенкова. В 1734 г. фиксируется в Миллеровском списке населенных пунктов  Кузнецкого уезда (Вверх по реке Чумыш: Чумышка, или Костенка, на левом берегу реки, в 32 верстах от Кузнецка).  В 4-й ревизии 1782 г.  в селе насчитывалось девять дворов (ГААК, Ф.169., Оп.1., Д.155). 
В 2013 году Костенковское сельское поселение вошло в Загорское сельское поселение.

## Организации
- ДОЦ "Сибирская сказка"